# Rhithroperla
Genre
Rhithroperla est un genre d'insectes plécoptères de la famille des Gripopterygidae.

## Distribution
Les espèces de ce genre se rencontrent au Chili et en Argentine.

## Liste des genres
Selon Plecoptera Species File :
- Rhithroperla penai Illies, 1963
- Rhithroperla rossi (Froehlich, 1960)

## Publication originale
- Illies, J. 1963 : Revision der sudamerikanischen Gripopterygidae. (Plecoptera). Mitteilungen der Schweizerischen Entomologischen Gesellschaft, vol. 36, p. 145–248.